# Arne Birkenstock

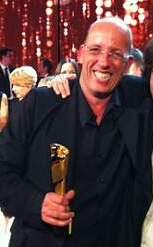
Arne Birkenstock, 2011

Arne Birkenstock (* 7. Dezember 1967 in Siegen) ist ein deutscher Autor, Regisseur und Filmproduzent.

## Leben
Arne Birkenstock studierte Volkswirtschaft, Politik, Geschichte und Romanistik in Köln, Buenos Aires und Córdoba und realisierte während seines Studiums erste TV-Dokumentationen für die Sendereihen Unter deutschen Dächern (ARD) und Menschen hautnah. Gemeinsam mit André Schäfer realisierte er die preisgekrönte Dokumentation Man sieht ja mit den Ohren – Über den Fussballwahnsinn samstags im Radio (1999).
Sein erster Kino-Dokumentarfilm 12 Tangos – Adios Buenos Aires hatte 2005 Premiere. Neben verschiedenen Dokumentationen für das Fernsehen wie die WDR-Reihe 7000 Kilometer Heimweh – Ein Jahr in China oder Sandkastenkrieger über deutsche Unteroffiziere, die an einer Bundeswehrfachschule zu Erziehern ausgebildet werden für die Dokumentarfilmreihe Grand Format auf ARTE (gemeinsam mit Katherina Knees), führte Birkenstock auch bei den Dokumentarfilmen Chandani und ihr Elefant, für den er 2011 den Deutschen Filmpreis in der Kategorie Bester Kinder- und Jugendfilm erhielt, und bei dem Musik-Dokumentarfilm Sound of Heimat – Deutschland singt  (gemeinsam mit Jan Tengeler) Regie.
Arne Birkenstocks Kino-Dokumentarfilm Beltracchi – Die Kunst der Fälschung über den Kunstfälscher Wolfgang Beltracchi wurde 2014 mit dem Deutschen Filmpreis in der Kategorie Bester Dokumentarfilm ausgezeichnet. Der Film hatte seine internationale Premiere auf dem World Film Festival in Montréal. Die von ihm produzierte Verfilmung des dokumentarischen Theaterprojekts Die Moskauer Prozesse des Schweizer Regisseurs Milo Rau wurde auf dem Festival des deutschen Films in Ludwigshafen am Rhein 2014 mit einer „Besonderen Auszeichnung“ gewürdigt.
Als Produzent produzierte Arne Birkenstock Milo Raus Film und Transmedia-Projekt Das Kongo Tribunal sowie seine Filme „Die Moskauer Prozesse“ und „Das Neue Evangelium“. Mit den Filmemacherinnen Yasemin und Nesrin Şamdereli deren Film „Die Nacht der Nächte“ und arbeitet an weiteren Projekten mit Regisseuren wie Florian Opitz, David Bernet, André Hörmann, Lena Leonhardt, Uli Gaulke und Enrique Sánchez Lansch zusammen.

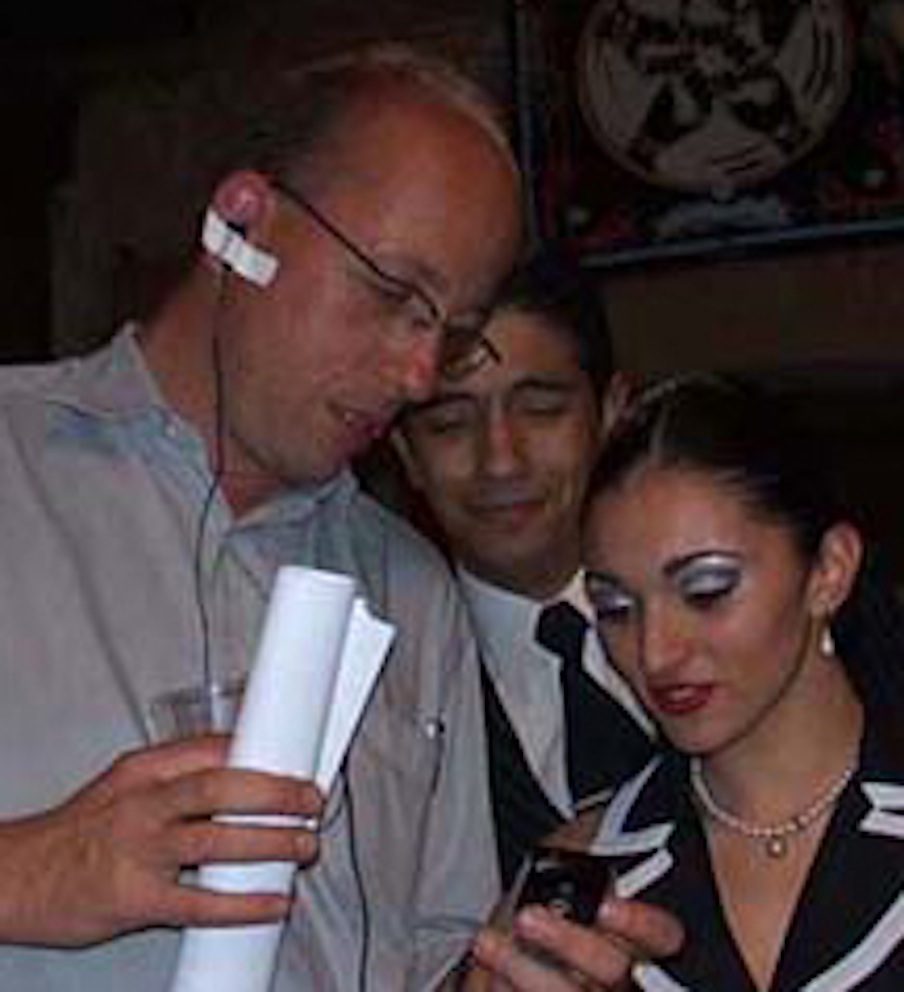
Arne Birkenstock bei den Dreharbeiten zu 12 Tangos, 2004 in Buenos Aires

Arne Birkenstock verfasste Bücher zu Tango und Lateinamerikanische Musik Als wissenschaftlicher Autor verfasste Birkenstock außerdem Studien für die Staatskanzlei Nordrhein-Westfalens, den Kölner Kulturrat, das Grimme-Institut und das Bundesfamilienministerium. Er organisierte mehrere kulturpolitische Symposien in seiner Heimatstadt Köln.
Im Januar 2014 wurde Arne Birkenstock von der Kulturstaatsministerin Monika Grütters für drei Jahre in das Gremium „Produktion programmfüllende Spiel- und Dokumentarfilme (A)“ der kulturellen Filmförderung des Bundes berufen, seit 2016 ist er außerdem Mitglied der Fachkommission Non-Fiction bei der Zürcher Filmstiftung. Birkenstock war von 2015 bis 2023 Vorstandsmitglied der Deutschen Filmakademie, er ist außerdem Mitglied in der Europäischen Filmakademie, der Deutschen Akademie für Fernsehen und in der Arbeitsgemeinschaft Dokumentarfilm, wo er von 2011 bis 2014 Mitglied des Vorstands war. Er engagiert sich im Beirat des Kunstsalon Köln und im Kuratorium von AFS Interkulturelle Begegnungen, mit dem er 1984/85 als Austauschschüler ein Jahr in den USA verbracht hatte. 2021 wurde Birkenstock vom International Documentary Film Festival Amsterdam in die Jury für die „international competition“ berufen.
Arne Birkenstock ist verheiratet, lebt in Köln und hat zwei Kinder. Im Nebenberuf spielt Birkenstock in der kölschen Mundartband Schmackes Akkordeon. Arne Birkenstock ist der älteste Sohn des Kölner Strafverteidigers Reinhard Birkenstock und Enkelsohn des Luftfahrtpioniers Hans Jacobs.

## Auszeichnungen

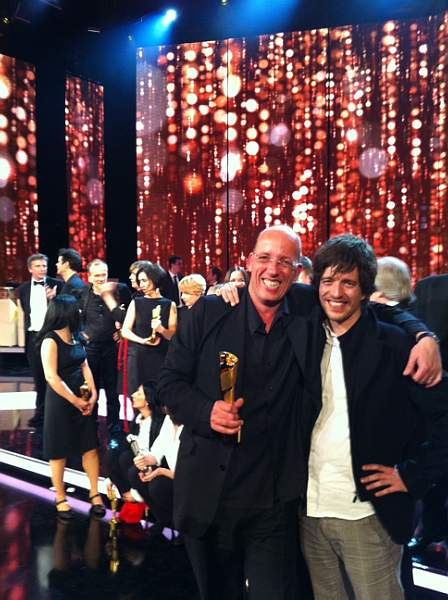
Arne Birkenstock und Schnittmeister Felix Bach bei der Verleihung des Deutschen Filmpreises an den Film Chandani und ihr Elefant 2011 in Berlin

- Auszeichnung von Capital B: Wem gehört Berlin (Regie: Florian Opitz) mit der DAfNE 2024/25, dem Preis der Deutsche Akademie für Fernsehen in der Kategorie „Redaktion, Dramaturgie und Producing“
- Auszeichnung von Pol Pot Dancing (Regie: Enrique Sánchez Lansch) als „Best Documentary Feature“ beim „San Francisco Dance Film Festival“[10]
- Auszeichnung von Capital B: Wem gehört Berlin für "Beste Montage Information/Dokumentation" mit dem Deutschen Fernsehpreis
- Nominierung von Tödliche Leidenschaft: Der Fall Jens Söring für „Beste Montage Information/Dokumentation“ beim Deutschen Fernsehpreis
- Auszeichnung von STASI FC für „Best Use of Footage in a History Feature“ mit dem Focal International Award 2024
- Nominierung von Vienna Calling für den Deutschen Dokumentarfilmpreis 2024.
- Auszeichnung von Goldhammer mit dem Förderpreis des Deutschen Dokumentarfilmpreis 2024.
- Nominierung von Capital B – Wem gehört Berlin für den Roman Brodmann Preis für politischen Dokumentarfilm des Haus des Dokumentarfilms 2024.
- Nominierung von Capital B – Wem gehört Berlin für den Grimme-Preis 2024.
- Nominierung von Das Neue Evangelium für den Deutschen Dokumentarfilmpreis 2021.
- Auszeichnung von Das Neue Evangelium durch die Schweizer Filmakademie für den Schweizer Filmpreis als bester Dokumentarfilm
- Teilnahme  von Das Neue Evangelium bei der Giornate degli Autori der Internationale Filmfestspiele von Venedig 2020, im internationalen Langfilmwettbewerb des International Documentary Film Festival Amsterdam, beim Locarno Festival und zahlreichen weiteren Filmfestivals.
- Nominierung von Das Kongo Tribunal durch die Deutsche Filmakademie für den Deutschen Filmpreis als bester Dokumentarfilm
- Nominierung von Das Kongo Tribunal durch die Schweizer Filmakademie für den Schweizer Filmpreis in den Kategorien bester Dokumentarfilm und beste Filmmusik
- Auszeichnung für Die Nacht der Nächte (Regie: Yasemin Şamdereli) mit dem Bayerischen Filmpreis 2017 als bester Dokumentarfilm[11]
- Weltpremiere von Das Kongo Tribunal bei der Semaine de La Critique beim Locarno Festival 2017.[12]
- Lobende Erwähnung für Das Kongo Tribunal durch die Jury des Internationalen Wettbewerbs des Internationalen Leipziger Festivals für Dokumentar- und Animationsfilm 2017.[13]
- Auszeichnung für Das Kongo Tribunal mit dem Zürcher Filmpreis 2017.[14]
- Nominierung für Schlagerland für den Romy (Auszeichnung) 2017.[15]
- Nominierung für Beltracchi – Die Kunst der Fälschung für den Deutschen Dokumentarfilmpreis 2015.[16]
- Auszeichnung für Beltracchi – Die Kunst der Fälschung durch die Deutsche Filmakademie mit dem Deutschen Filmpreis als bester Dokumentarfilm
- Nominierung für Beltracchi – Die Kunst der Fälschung durch den Verband der deutschen Filmkritik zum Preis der deutschen Filmkritik 2015 in der Kategorie „Bester Dokumentarfilm“
- Auszeichnung für Chandani und ihr Elefant durch die Deutsche Filmakademie als bester Kinderfilm mit dem Deutschen Filmpreis
- Auszeichnung für Sound of Heimat – Deutschland singt mit dem Jahrespreis 2014 als beste Musikdokumentation durch den  Preis der deutschen Schallplattenkritik
- Auszeichnung für Chandani und ihr Elefant mit dem ersten Preis als bester Dokumentarfilm beim International Children‘s Film Festival in Chicago
- Teilnahme  von Chandani und ihr Elefant beim Kinderfilmfestival Goldener Spatz 2010, beim TIFF KIDS, dem Kinderfilmfestival des Toronto International Film Festival und zahlreichen weiteren Kinderfilmfestivals.
- Silver Screen Award für die Doku-Serie 7000 Kilometer Heimweh beim US International Film- and Video Festival 2009, Chicago
- Festival- und Wettbewerbsteilnahmen von 12 Tangos  beim The Era New Horizons International Film Festival Warschau, Jecheon International Music & Film Festival Seoul, Monterrey International Film Festival, Cinemania Festival Sofia, Internationales Filmfestival Kalkutta, Osterfestival Tirol, 7. Festival des Lateinamerikanischen Films Salzburg, Osterfestival Basel, Tangofestival Genf, Yamagata International Documentary Festival.
- Festivalteilnahme von 7000 Kilometer Heimweh beim internationalen Dokumentarfilmfestival GZ DOC 2008 in Guangzhou
- Axel-Springer-Preis 2000 für Man sieht ja mit den Ohren – Über den Fussballwahnsinn Samstags im Radio (RB/ARD, 1999).

## Werke

### Filmographie
- Pol Pot Dancing (Produktion), Regie: Enrique Sánchez Lansch, Kino-Dokumentarfilm, 101 Minuten, 2024
- Stasi FC (Co-Regie, Produktion), Co-Regie gemeinsam mit Dan Gordon und Zakaria Rahmani, Kinodokumentarfilm, 90 Minuten, 2023
- Capital B: Wem gehört Berlin? (Produktion), Regie: Florian Opitz, Dokuserie für Arte, 5 × 52 Minuten, 2023
- Till Murder Do Us Part: Soering vs. Haysom (Produktion), Regie: Lena Leonhardt und André Hörmann, Dokuserie für Netflix, 4 × 43 Minuten, 2023
- Century of Women / Ihr Jahrhundert – Frauen erzählen Geschichte (Produktion), Regie: Uli Gaulke, Kino-Dokumentarfilm, 97 Minuten, 2023
- Vienna Calling (Produktion), Regie: Philipp Jedicke, Kino-Dokumentarfilm, 85 Minuten, 2023
- Goldhammer (Produktion), Regie: Pablo Ben Yakov und André Krummel, Kino-Dokumentarfilm, 93 Minuten, 2022
- Das Neue Evangelium (Produktion), Regie: Milo Rau, Kino-Dokumentarfilm, 100 Minuten, 2020
- Mamacita (Produktion), Regie: José Pablo Estrada Torrescano, Kino-Dokumentarfilm, 2018
- Sunset over Hollywood (Produktion), Regie: Uli Gaulke, Kino-Dokumentarfilm, 2018
- Die Nacht der Nächte (Produktion), Regie: Yasemin Samdereli, Kino-Dokumentarfilm, 96 Minuten, 2018
- Das Kongo Tribunal (Produktion), Regie: Milo Rau, Kino-Dokumentarfilm, 100 Minuten, 2017
- Schlagerland (Buch&Regie), Produktion: Benjamin Seikel, C-Films Deutschland, TV-Dokumentarfilm, 90 Minuten, SWR/ARD 2017
- Beltracchi – Die Kunst der Fälschung (Buch, Regie, Produktion), Kino-Dokumentarfilm, 104 Minuten, 2014
- Die Moskauer Prozesse (Produktion), Regie: Milo Rau, Kino-Dokumentarfilm, 91 Minuten, 2014
- Sound of Heimat – Deutschland singt (Buch, Regie, Produktion), Kino-Dokumentarfilm, 94 Minuten, 2012
- Chandani und ihr Elefant (Buch, Regie, Produktion), Kino-Dokumentarfilm, 94 Minuten, 2009
- Kampf um Amazonien 3: Das Gerichtsschiff (Buch, Regie) 2010, TV-Dokumentation, 45 Minuten, 2010
- 7000 Kilometer Heimweh (Buch & Regie gemeinsam mit Jürgen Kura), TV-Dokumentarfilmreihe 4 × 30 Minuten, 2008
- Die Sandkastenkrieger in der Reihe Grand Format (Buch & Regie gemeinsam mit Katherina Knees), Dokumentarfilm 90 Minuten für Florianfilm, ZDF/ARTE,  2008
- 12 Tangos (Produktion, Buch, Regie),  Kino-Dokumentarfilm, 94 Minuten, 2005
- Von Rechthabern und Streithähnen – Beobachtungen in Deutschlands kleinstem Amtsgericht in der Reihe Unter deutschen Dächern (2000, ARD/RB, 45 Minuten), Buch & Regie gemeinsam mit André Schäfer
- Stimmungskanonen – Drei Alleinunterhalter unterwegs in der Reihe Menschen Hautnah (2000, WDR, 45 Minuten), Buch & Regie gemeinsam mit André Schäfer
- Man sieht ja mit den Ohren – Über den Fußballwahnsinn Samstags im Radio in der Reihe Unter deutschen Dächern (1999, ARD/RB, 45 Minuten), Buch & Regie gemeinsam mit André Schäfer